# Eupleridae
Eupleridae é uma família da ordem Carnivora, endémica de Madagáscar, conhecidos comummente como euplerídeos, ou civetas malgaxes. Compreende oito espécies conhecidas. Um dos seus membros mais conhecidos é a fossa (Cryptoprocta ferox), da subfamília Euplerinae. Todas as espécies da subfamília Euplerinae era anteriormente classificadas na família Viverridae, enquanto que todas as espécies da subfamília Galidiinae eram classificados na família Herpestidae.

## Espécies
- Família Eupleridae 
  - Subfamília Euplerinae
    - Cryptoprocta ferox - Fossa
    - Eupleres goudotii
    - Eupleres major
    - Fossa fossana - Fanaloka

  - Subfamília Galidiinae
    - Galidia elegans
    - Galidictis fasciata
    - Galidictis grandideri
    - Mungotictis decemlineata
    - Salanoia concolor
    - Salanoia durrelli